# Фридрих фон Шлегел
Фридрих фон Шлегел (на немски: Karl Wilhelm Friedrich von Schlegel) е германски културфилософ, литературен историк, поет и преводач. Наред с брат си Аугуст Вилхелм Шлегел е един от основателите на съвременната наука за духа (Geisteswissenschaft) и важен представител на ранния Романтизъм.

## Биография и творчество
Роден е на 10 март 1772 година в Хановер, Курфюрство Брауншвайг-Люнебург. Израства в дома на протестантски пастор. Изучава право и медицина, но се занимава също с математика (логика) и философия. Интересите му са насочени освен това към класическа филология, литература, теория на изкуството и история.
През 1792 г. се запознава с Фридрих фон Харденберг (известен като Новалис), с когото го свързват дълбоки духовни интереси. През 1793 г. се сближава с писателката Каролине Бьомер, която става вдъхновителка на редица поети и мислители от епохата на романтизма. Приятелството и на двамата бележи трайно съдбата на младия Шлегел.
Умира на 12 януари 1829 година в Дрезден, Саксония, на 56-годишна възраст.

## Трудове
- Vom ästhetischen Werte der griechischen Komödie, 1794
- Über die Diotima, 1795
- Versuch über den Begriff des Republikanismus, 1796
- Georg Forster, 1797
- Über das Studium der griechischen Poesie, 1797
- Über Lessing, 1797
- Kritische Fragmente („Lyceums“-Fragmente), 1797
- Fragmente („Athenaeums“-Fragmente), 1797 – 1798
- Lucinde, 1799
- Über die Philosophie. An Dorothea, 1799
- Gespräch über die Poesie, 1800
- Über die Unverständlichkeit, 1800
- Charakteristiken und Kritiken, 1801
- Transcendentalphilosophie, 1801
- Alarkos, 1802
- Reise nach Frankreich, 1803
- Über die Sprache und Weisheit der Indier, 1808
- Geschichte der alten und neueren Literatur, Vorlesungen, 1815